# Ron Carey (Politiker)
Ron Carey (* 1958) ist ein Politiker der Republikanischen Partei und ehemaliger Parteivorsitzender von Minnesota.

## Politik
Carey setzt sich seit seiner High-School-Zeit in Iowa aktiv für die Republikanischen Partei ein und hat sich seitdem an Wahlkämpfen auf lokaler wie auf Staatsebene beteiligt.
Ab dem Jahr 1997 bekleidete er in Minnesota das Amt des Schatzmeisters. Diese Funktion gab er am 11. Juni 2005 auf, als er auf dem Parteitag zum Vorsitzenden gewählt wurde. Trotz der verlorenen Wahl 2006 erfolgte im Sommer 2007 eine erfolgreiche Wiederwahl, bei der er sich im ersten Durchgang gegen seinen Gegenkandidaten durchsetzte. Nach weiteren zwei Jahren im Amt schied er 2009 aus dieser Funktion aus.

## Leben
Er ist Geschäftsführer einer Softwarefirma namens Intuit und lebt in Shoreview, einer Stadt im Ramsey County in der Metropolregion Minneapolis–Saint Paul.